# George Villiers (1592-1628)
George Villiers, eerste hertog van Buckingham (Brooksby, Leicestershire, 28 augustus 1592 — Portsmouth, 23 augustus 1628) was een Engelsman die door zijn contacten aan het hof van de koning van Engeland in de adelstand werd verheven.

## Levensloop
Villiers werd geboren in Brooksby, Leicestershire, Engeland en werd voorbereid om courtier te worden. Een courtier was een informeel raadgever en metgezel van de koning, die de fijne kneepjes van het hoofse leven goed kende. Al vroeg werd hij naar Frankrijk gestuurd om dit vak te leren.
Als volwassen man werd hij een graag geziene gast in hogere kringen, Hij was welgemanierd, kon aardig dansen, en sprak een beetje Frans. In 1614 werd Villiers aan het hof van de Engelse koning voorgesteld. Hij hoopte op de gunst van de koning en zag voor zichzelf een rol als adviseur weggelegd. Koning Jacobus was onder de indruk geraakt van George en de twee begonnen een langdurige vriendschap, waarbij Villiers in de loop der jaren meerdere titels kreeg geschonken. Opeenvolgend werd hij baron Whaddon en burggraaf Villiers in 1616, graaf van Buckingham in 1617, markgraaf van Buckingham in 1618 en uiteindelijk graaf van Coventry en hertog van Buckingham in 1623. Villiers was getrouwd en had kinderen, maar er gingen hardnekkige geruchten dat de relatie tussen hem en de koning verder ging dan alleen vriendschap. Dit kwam vooral omdat de koning, van wie de homoseksualiteit een publiek geheim was, zich vaak zeer openlijk over Villiers uitliet, en hem zelfs "mijn vrouw" noemde.
Hoe dit ook zij, Villiers was aanvankelijk ook onder Jacobus' zoon Karel I de eerste minister. Toen het parlement in 1626 de hertog van Buckingham wilde ontslaan, ontbond Karel het parlement. Daarmee begon een reeks van conflicten tussen Karel en de achtereenvolgende parlementen, die uiteindelijk resulteerde in de Engelse Burgeroorlog.
Op 23 augustus 1628 werd Villiers bij terugkomst van een mislukte veldtocht uit La Rochelle, in Portsmouth met een mes in zijn rug gestoken door officier John Felton, waaraan hij overleed. In november van dat jaar werd Villiers naast het graf van koning Jacobus I begraven in de Westminster Abbey, op zijn tombe staat in het Latijn de tekst Het raadsel van de wereld te lezen.

## In fictie
De graaf van Buckingham heeft een belangrijke bijrol in het verhaal De drie musketiers waarin hij wordt neergezet als minnaar van de Franse koningin Anna. In het oorspronkelijke verhaal, de roman van Alexandre Dumas, wordt hij vermoord door een cipier die in de gevangenis werkt waar Milady de Winter vastzit. Zij weet de cipier te verleiden om tot zijn daad te komen.
De deels op fictie gebaseerde serie Mary & George (Sky Showtime, 2024) vertelt het geromantiseerde 
levensverhaal van George Villiers en zijn moeder Mary.

## Bron, noten
- Victor Treadwell,- Buckingham and Ireland (1616 - 1628).